# Ардем Патапутян
Ардем Патапутян (на английски: Ardem Patapoutian) е ливанско-американски молекулярен биолог и невролог от арменски произход.
През 2021 г., заедно с Дейвид Джулиъс, получава Нобеловата награда за физиология или медицина.

## Биография
Роден е в Бейрут, Ливан през 1967 г. Посещава Американския университет в Бейрут, преди да емигрира в САЩ през 1986 г., където получава американско гражданство. През 1990 г. завършва клетъчна биология в Калифорнийския университет в Лос Анджелис, а след това докторантура по биология в Калифорнийския технологичен институт през 1996 г.
Ардем Патапутиан изследва сигналната трансдукция на сензорите. Има значителен принос за идентифицирането на нови йонни канали и рецептори, които се активират от температура, механични сили или увеличен обем на клетките. Заедно с колегите си успява да покаже, че тези йонни канали играят изключителна роля в усещането за температура, в усещането за допир, в проприоцепцията, в усещането за болка и в регулирането на съдовия тонус. По-новата работа използва функционални геномни техники за идентифициране и характеризиране на механично чувствителни йонни канали (механотрансдукция).

## Публикации
- LRRC8 proteins form volume-regulated anion channels that sense ionic strength.[4]
- Piezo2 is the major transducer of mechanical forces for touch sensation in mice.[5]
- Qiu, Zhaozhu и др. SWELL1, a Plasma Membrane Protein, Is an Essential Component of Volume-Regulated Anion Channel //  Cell 157 (2).   Elsevier BV, 2014. DOI:10.1016/j.cell.2014.03.024. с. 447 – 458.
- Woo, Seung-Hyun и др. Piezo2 is required for Merkel-cell mechanotransduction //  Nature 509 (7502).   Springer Science and Business Media LLC, 6 April 2014. DOI:10.1038/nature13251. с. 622 – 626.
- Coste, Bertrand и др. Piezo proteins are pore-forming subunits of mechanically activated channels //  Nature 483 (7388).   Springer Science and Business Media LLC, 19 February 2012. DOI:10.1038/nature10812. с. 176 – 181.
- Kim, Sung Eun и др. The role of Drosophila Piezo in mechanical nociception //  Nature 483 (7388).   Springer Science and Business Media LLC, 19 February 2012. DOI:10.1038/nature10801. с. 209 – 212.
- Coste, B. и др. Piezo1 and Piezo2 Are Essential Components of Distinct Mechanically Activated Cation Channels //  Science 330 (6000).   American Association for the Advancement of Science (AAAS), 2 September 2010. DOI:10.1126/science.1193270. с. 55 – 60.